# Le Mariage mystique de saint François d'Assise
Le Mariage mystique de saint François d'Assise est un tableau peint par le peintre siennois Sassetta actuellement conservé au Musée Condé à Chantilly illustrant le mariage mystique de saint François d'Assise. Il s'agit du fragment d'un retable autrefois situé au couvent franciscain de Borgo San Sepolcro dans l'est de la Toscane et aujourd'hui totalement démembré.

## Historique
Le 5 septembre 1437, les Franciscains de Borgo San Sepolcro passent commande auprès du peintre Sassetta d'un retable double-face pour le maître-autel de leur église San Francesco. Le polyptyque doit être réalisé à Sienne pour une durée de quatre ans et la somme de 510 florins. La réalisation s'achève finalement sept ans après, le dernier paiement étant effectué le 5 juin 1444 et le retable installé sur le maître-autel de l'église. Entre 1578 et 1583, le premier démembrement du retable a lieu : un tabernacle est installé sur le maître-autel car les changements de liturgie le nécessitent. Les panneaux du polyptyque sont répartis dans tout le couvent, y compris dans les bâtiments conventuels, comme c'est sans doute le cas du panneau du musée Condé.
En 1810, à la suppression du couvent par les autorités napoléoniennes, les premiers fragments du retable sont vendus par les franciscains et notamment par celui qui est sans doute le gardien, le père Sereni. En 1823, certains fragments sont signalés chez le marchand Del Chiaro à Florence qui les fait restaurer. Le Mariage mystique est sans doute vendu par Del Chiaro aux marchands parisiens Mantion et Wagner. C'est chez eux que Frédéric Reiset, conservateur du musée du Louvre, achète probablement le tableau en 1840. Le duc d'Aumale achète le tableau avec toute la collection de peintures de Reiset en 1875. Il est accroché dans la salle dite La Tribune, avec d'autres peintures de primitifs italiens de petits formats.

## Le retable de Borgo San Sepolcro
Composé de 26 éléments peints en atelier puis assemblés sur place dans l'église, ce retable, haut de près de 5,5 mètres, était considéré comme très moderne pour son époque et constitue l'une des dernières œuvres du peintre. On connaît un grand nombre de panneaux, mais leur localisation sur le retable a fait l'objet de plusieurs hypothèses. Selon la plupart d'entre elles, on retrouve : 

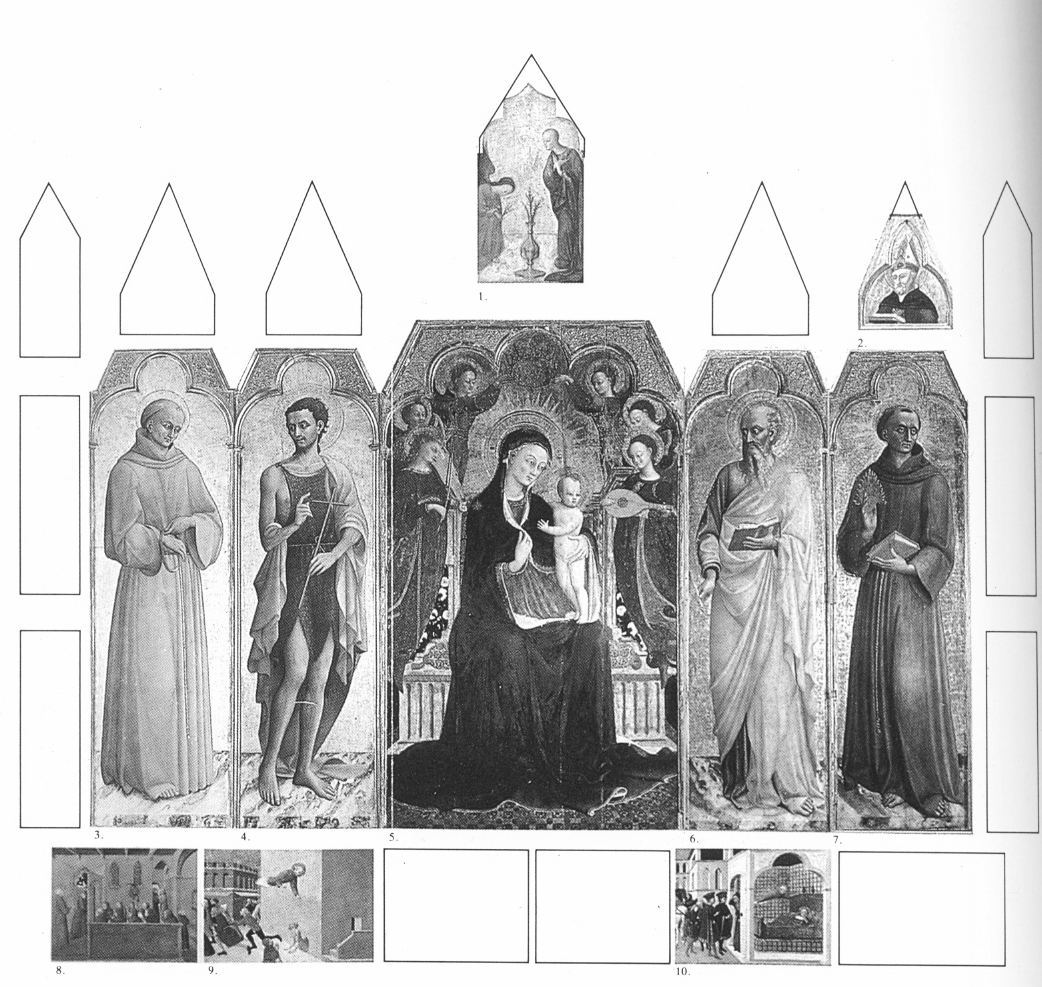
Retable côté nef

- Sur le côté face à la nef : la Vierge et l'enfant (actuellement conservé au musée du Louvre) au centre avec à gauche, le Bienheureux Ranieri Rasini (qui était enterré sous ce même autel) et Saint Jean Baptiste (collection Bernard Berenson à la Villa I Tatti à Settignano) et à droite, Saint Antoine et Saint Jean l'Évangéliste (musée du Louvre). En dessous, il nous reste deux fragments de prédelle : quatre scènes de la Passion du Christ (Detroit Institute of Arts) et la crucifixion.

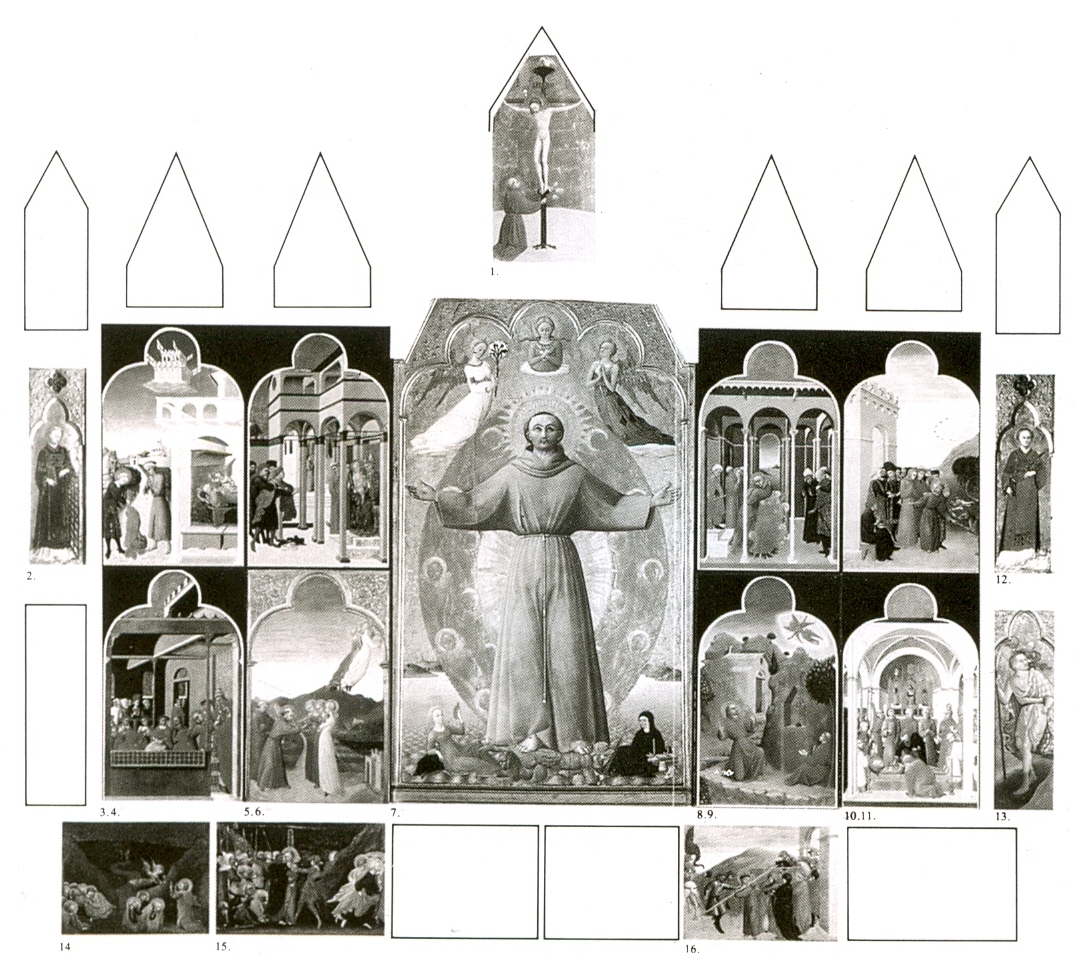
Retable côté chœur (avec une proposition de disposition erronée)

- Sur le côté face au chœur : Saint François en extase (Villa I Tatti) au centre, entouré de sept panneaux illustrant la vie de saint François (conservés à la National Gallery de Londres, celui du musée Condé constituant le huitième, quatre de chaque côté : la Charité et la Renonciation aux biens, la Rencontre avec le pape et La Stigmatisation, L'Épreuve du feu, le Loup de Gubbio, le Mariage mystique et la Mort du saint. La prédelle comportait Le Miracle de la libération des prisonniers de Florence (musée du Louvre) et L'Apparition du bienheureux Ranieri Rasini au cardinal romain (Gemäldegalerie, Berlin).

La position en bas du retable semble confirmée par la détection par les restaurateurs d'innombrables éclats de cire, dus aux bougies. Sur la peinture, le saint est déjà stigmatisé, l'épisode ne peut donc intervenir qu'après la Stigmatisation et avant la Mort du saint. Les historiens de l'art en déduisent que le panneau de Chantilly ne pouvait être situé qu'en bas à droite du panneau central.

## Le thème du tableau
L'épisode représenté est évoqué par Thomas de Celano, le premier biographe du saint, dans sa Vita secunda. Selon lui, le saint était alors accompagné de son médecin. Cet épisode est repris par saint Bonaventure dans sa Vie de saint François pour qui François était accompagné de plusieurs compagnons.
Dans le tableau, saint François est accompagné d'un seul moine. Aucun de ces textes ne décrit en détail la scène : la Pauvreté, accompagnée de l'Obéissance et de la Chasteté lui seraient apparues pour disparaître aussitôt. Giotto, à la basilique Saint-François d'Assise, la représente de manière très différente. Sassetta est le premier à avoir personnifié les 3 vœux (que font les religieux soumis à une règle) par trois femmes portant leurs attributs et prenant leur envol : l'Obéissance (en rouge) avec le joug, la Chasteté (en blanc) avec le rameau d'olivier et la Pauvreté (en vert), les pieds nus, qui se retourne vers le saint, cette dernière étant sa préférée.
Noter les stigmates sur la main droite de saint François.

## Postérité
Le tableau fait partie du musée imaginaire de l'historien français Paul Veyne, qui le décrit dans son ouvrage justement intitulé Mon musée imaginaire.